# Salix melanopsis
Salix melanopsis — вид квіткових рослин із родини вербових (Salicaceae).

## Морфологічна характеристика
Це кущ 0.8–4 м заввишки. Гілки сіро-бурі чи червоно-бурі, голі чи запушені; гілочки від сіро-коричневих до темно-червоно-коричневих, голі, запушені, густо-довго-шовковисті чи ворсинчасті до голих. Листки на ніжках 1.5–8 мм: найбільша листкова пластина вузько видовжена, вузько еліптична, вузько зворотно-ланцетоподібна чи лінійна, 30–133 × 5–20 мм; краї плоскі, шипувато-зубчасті чи цілі; верхівка гостра, загострена чи опукла; абаксіальна (низ) поверхня сіра чи ні, волосиста, ворсинчаста чи довго-шовковиста до голої; адаксіальна поверхня блискуча, ворсинчаста до майже голої; молода пластинка червонувата чи жовтувато-зелена, щільно ворсинчаста абаксіально. Сережки: тичинкові 18–48 × 5–13 мм; маточкові 22–58 × 4–9 мм. Коробочка 4–5 мм. Цвітіння: початок травня — середина липня.

## Середовище проживання
Канада (Британська Колумбія, Альберта); США (Вайомінг, Вашингтон, Юта, Орегон, Невада, Монтана, Айдахо, Каліфорнія). Населяє береги, заплави, береги річок, субальпійські луки, грубоструктурні субстрати, мул; 600–3100 метрів.

## Використання
Рослина збирається з дикої природи для місцевого використання як ліки та джерело матеріалів.